# إدوارد بيركوفيتس
إدوارد بيركوفيتس (بالإنجليزية: Edward Berkowitz)‏ هو أكاديمي أمريكي، ولد في 1950.